# Jake Shears
Jake Shears, pseudonimo di Jason Sellards (Mesa, 3 ottobre 1978), è un cantante statunitense, voce del gruppo musicale Scissor Sisters.

## Biografia
Jake Shears è nato in Arizona, ma è cresciuto a nord di Seattle, a San Juan Island. Durante la sua vita a San Juan ha frequentato la Friday Harbor High School. All'età di 15 anni fa coming out dichiarandosi omosessuale. Subisce quindi pedinamenti, minacce e aggressioni dai suoi compagni, omertà da parte dei professori e biasimo da parte del preside della sua scuola superiore. Dichiarerà che il preside gli disse: «Tutto questo ti accade perché non mantieni la tua vita privata come tale.». In seguito a questa situazione, si è trasferito in un dormitorio alla The Northwest School a Seattle, dove ha terminato le scuole superiori. Successivamente ha frequentato l'Occidental College di Los Angeles. All'età di 19 anni andò a Lexington, nel Kentucky, per far visita a un compagno di classe, il quale gli presentò Scott Hoffman (Babydaddy). Legarono immediatamente, tanto che l'anno successivo si trasferirono a New York.
Qui frequentò l'Eugene Lang College, dove studiò fiction e fu compagno di studi di Travis Jeppesen. Scrisse, inoltre, articoli per il magazine gay HX e divenne un elemento di spicco della scena electroclash e nelle discoteche gay. Nel 2000 ha collaborato come revisore di musica per il Paper magazine.

### Scissor Sisters
Shears e Hoffman formarono nel 2001 la band degli Scissor Sisters come una forma d'arte beffarda, interpretando spettacoli scandalosi in locali come il Luxx, cuore della scena electroclash di Williamsburg, dove viveva Shears. Dopo un paio di anni di sforzi in New York, dove l'etichetta A Touch of Class produsse i loro pezzi Comfortably Numb e Filthy/Gorgeous, ottennero successo in Irlanda e nel Regno Unito a fine 2004.
Shears è conosciuto per i suoi balli provocanti, vestiti sgargianti e semi-nudità durante le esibizioni. Le sue influenze musicali comprendono ABBA, Blondie, David Bowie, Duran Duran, Roxy Music, The New York Dolls, Queen, Madonna, Paul McCartney, Pet Shop Boys, The Beatles e Dolly Parton.

### Carriera da solista
Nel 2017 debutta come solista con il singolo Creep City, a cui fa seguito il suo primo album da solista eponimo nell'agosto dell'anno successivo. Sempre nel 2018 debutta come attore teatrale nel musical di Broadway Kinky Boots, oltre ad aprire vari concerti del Golden Tour di Kylie Minogue. Nel 2020 prende parte alla trasmissione televisiva The Masked Singer. Nel 2023 pubblica il singolo Too Much Music, che anticipa l'uscita dell'album Last Man Dancing.

### Collaborazioni
Shears ha eseguito con Andy Bell degli Erasure la canzone Thought It Was You, apparsa sul disco di Bell Electric Blue del 2005. Ha collaborato, inoltre, con Tiga per i brani Hot in Herre, You Gonna Want Me e What You Need dell'album di Tiga Ciao!. Ha scritto per Kylie Minogue il singolo I Believe in You con Babydaddy e Too Much con Calvin Harris. Ha collaborato con il gruppo Queens of the Stone Age nella prima traccia del loro ultimo album, ...Like Clockwork, intitolata Keep your eyes peeled. Ha collaborato nel 2013 con la cantante Cher per il brano Take It Like a Man, presente nell'album Closer to the Truth.
Shears appare nel film-documentario sui Pet Shop Boys A Life in Pop.
Nel 2023 ha fatto il suo debutto come attore nel musical Cabaret in scena al Kit Kat Club del West End londinese.

## Discografia

### Solista

#### Album
- 2018 – Jake Shears
- 2023 – Last Man Dancing

#### EP
- 2019 – B-Sides

#### Singoli
- 2017 – Creep City
- 2018 – Sad Song Backwards
- 2018 – Big Bushy Mustache
- 2020 – Meltdown
- 2021 – Do The Television
- 2021 – Neon Lights (con Annie)
- 2023 – Too Much Music

## Filmografia
- Pillion, regia di Harry Lighton (2025)